# Người Terena
Người Terena là một dân tộc thiểu số Brasil. Ngôn ngữ truyền thống của họ là tiếng Terena. Họ sống ở các bang Mato Grosso, Mato Grosso do Sul và São Paulo.